# Jahrmarkt der Eitelkeiten (2018)
Jahrmarkt der Eitelkeiten (Originaltitel: Vanity Fair) ist eine siebenteilige britische Fernsehverfilmung aus dem Jahr 2018 des gleichnamigen William-Thackeray-Romans.

## Handlung
Der Film spielt Anfang des 19. Jahrhunderts und zeichnet den Lebensweg von Rebecca Sharp nach. Die Handlung hält sich recht genau an die der Romanvorlage.

## Besetzung
- Olivia Cooke: Rebecca Sharp (Becky Sharp), Tochter eines verschuldeten Künstlers aus dem Londoner Amüsierviertel Soho und einer französischen Balletttänzerin, Zögling von Miss Pinkertons Erziehungsanstalt für junge Damen; gewissenlose, aber brillant schauspielernde Angehörige der Bohème, die sich ihren Aufstieg in höhere Gesellschaftsschichten mit lauteren und unlauteren Mitteln erkämpft; zunächst Gouvernante im Dienst der Crawleys auf Queen’s Crawley, später Gattin von Oberst Rawdon Crawley und Mutter ihres gemeinsamen Sohnes, des kleinen Rawdy.
- Claudia Jessie: Amelia Sedley, gutherzige Freundin Rebekkas und ebenfalls Zögling von Miss Pinkertons Anstalt; seit ihrer Kindheit mit George Osborne verlobt, den sie später heiratet; Mutter ihres gemeinsamen Sohnes, des kleinen Georgy; viele Jahre nach George Osbornes Tod ehelicht sie Major William Dobbin und schenkt ihm eine Tochter.
- David Fynn: Joseph Sedley (Joe Sedley), älterer Bruder von Amelia; ewiger Junggeselle, Zivilbeamter und Steuereintreiber im Dienst der Krone und der Ostindischen Kompanie in Indien; lukullischen Genüssen und modischer Bekleidung zugeneigt.
- Simon Russell Beale: Mr. Sedley (der alte Sedley), humoriger Vater von Joseph und Amelia; zunächst erfolgreicher Börsenspekulant, später Bankrotteur, der seinen Lebensabend in seelischem und materiellem Elend fristet.
- Charlie Rowe: George Osborne, Verlobter und erster Ehemann Amelia Sedleys, Offizier im Rang eines Hauptmanns; fällt in der Schlacht bei Waterloo; gut aussehend und leichtsinnig.
- Robert Pugh: Mr. Osborne (der alte Osborne), bulliger Vater von George und seinen Schwestern, ebenfalls Börsenspekulant; zum Teil verdankt er seinen Reichtum dem alten Sedley, den er nach dessen Fall erbarmungslos verhöhnt.
- Johnny Flynn: William Dobbin, treuer Schulfreund und Beschützer George Osbornes; Offizier zunächst im Rang eines Hauptmanns, später im Majorsrang; Taufpate des kleinen Georgy und zweiter Ehemann Amelia Sedleys.
- Martin Clunes: Sir Pitt Crawley (der alte Crawley), englischer Landadliger, Eigentümer von Schloss und Anwesen in Queen’s Crawley und des Londoner Stadthauses der Familie; prozesssüchtiger Geizhals; nach dem Tod seiner zweiten Ehefrau hält er erfolglos um die Hand Becky Sharps an.
- Frances de la Tour: Miss Crawley, reiche Halbschwester von Sir Pitt Crawley; vergnügungssüchtige und antiklerikal gesinnte alte Jungfer, die zwischen London, Brighton und Queen’s Crawley hin- und herpendelt; zu Zeiten der Französischen Revolution war sie Gönnerin französischer Exilanten; alle Crawleys rivalisieren erbittert um die Begünstigung ihrer Person im Testament der alten Dame.
- Tom Bateman: Rawdon Crawley, jüngerer Sohn von Sir Pitt Crawley und als Liebling Miss Crawleys zunächst Hauptanwärter auf ihre Erbschaft; Spieler und Haudegen sowie Offizier im Rang eines Obersten; nach seiner Heirat mit Rebecca Sharp wird er enterbt; viele Jahre später trennt er sich von seiner Frau und beschließt sein Leben als Gouverneur auf Coventry Island.
- Sian Clifford: Mrs. Bute Crawley, durchtriebene Gattin von Ehrwürden Bute Crawley, dem jüngeren Bruder von Sir Pitt Crawley, der als Landgeistlicher die zu Queen’s Crawley gehörende Pfarre innehat; ihr Sohn James Crawley, Student in Oxford, wird, nachdem auch er im Rennen um das Erbe Miss Crawleys leer ausgeht, Nachfolger seines Vaters als Pfarrer.
- Anthony Head: Lord Steyne, protegiert Rebecca